# Alice Keelhoff
Alice Keelhoff (Gent, 30 april 1896 - aldaar, 1983) was een Belgische schilderes en tekenares. Het grootste deel van haar oeuvre bestaat uit portretten, stillevens, landschappen naaktfiguren en bloemen.

## Leven en werk
Keelhoff werd geboren in Gent en groeide op in de Limburgse Kempen. In de jaren 1930 studeerde ze aan de Académie Julian in Parijs. Vanaf de jaren 1940 nam ze deel aan verschillende tentoonstellingen in onder meer Gent, Brussel en de Parijse salon in Parijs.
- RKD-Nederlands Instituut voor Kunstgeschiedenis: 43704